# Яструб довгохвостий
Яструб довгохвостий (Urotriorchis macrourus) — хижий птах родини яструбових ряду яструбоподібних. Єдиний представник монотипового роду Довгохвостий яструб (Urotriorchis). Мешкає в тропічних лісах Африки.

## Опис

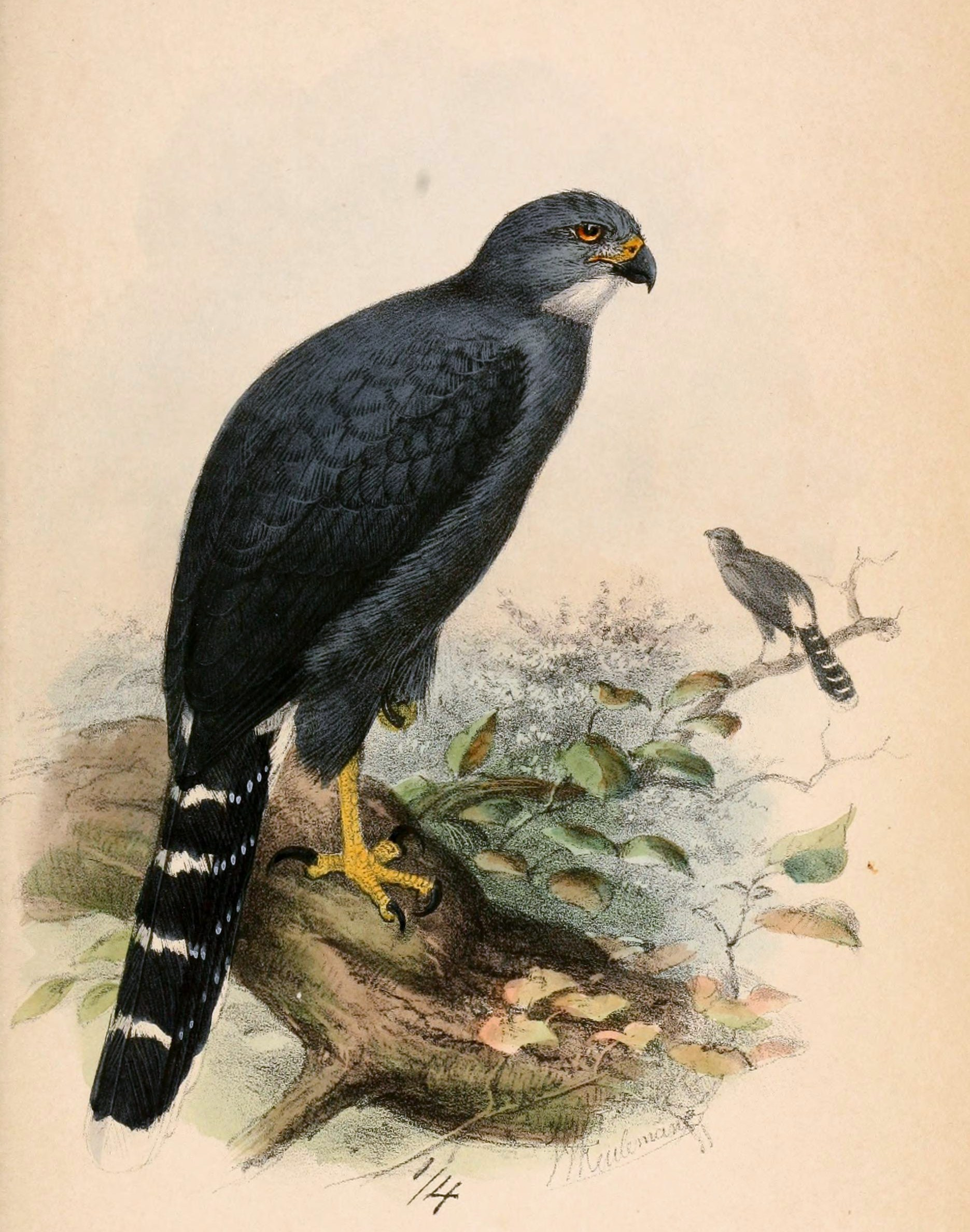

Загальна довжина птаха 56–65 см, включаючи довгий хвіст довжиною 30–37 см. Розмах крил 81–90 см. Виду притаманний статевий диморфізм, самки плиблизно на 15% більші за самців. Верхня частина тіла птаха зазвичай темно-сірого кольору, горло і гузка білі, груди, живіт і стегна каштанового кольору. На хвості кілька білих смуг. Існує рідкісна морфа з сірими грудьми і блідо-сірим горлом. Дзьоб чорний, очі, восковиця і ноги жовті. Молоді птахи коричнюватого кольору.

## Поширення
Довгохвостий яструб мешкає в тропічних лісах Західної і Центральної Африки, від Гвінеї до півночі Анголи, півдня ЦАР, півночі ДР Конго, Південного Судану і заходу Уганди.

## Поведінка
Про поведінку довгохвостого яструба відомо небагато. Він полює на невеликих ссавців і птахів. Часто його здобиччю стають білки і кажани. Розмножується в липні-серпні.

## Збереження
Це численний і поширений вид птахів. МСОП вважає його таким, що не потребує особливих заходів зі збереження.